# Ачликуль (озеро)
Ачликуль (Ачликулево) — бессточное солёное озеро на территории Алабугского сельского поселения в северо-восточной части Красноармейского района Челябинской области. Восточный и юго-восточный берега озера заняты одноимённым селом, на северо-восточном находится кладбище. Площадь поверхности — 1,4 км². Высота над уровнем моря — 174 м. Код водного объекта в государственном водном реестре — 14010500711111200007862.

## Этимология
Название двусоставное, первая часть происходит от тюркского асе, аче — «горький», «солёный», «кислый» (чередование башкирского «с» и татарского «ч»), вторая от кул — «озеро», в переводе «солёное, горькое, кислое озеро». В Башкортостане есть озеро со схожим названием — Асликуль.

## Общая характеристика
Ачликуль представляет собой равнинное озеро овальной формы, расположенное в болотистой местности. Берега озера пологие, песчаные, в некоторых местах заболоченные. На западном берегу растут небольшие лесные массивы — лиственный, в основном берёзовый лес.
Дно озёрной котловины имеет блюдцеобразную форму с постепенным понижением к середине. Озеру свойственны колебания высоты уреза, как в пределах одного года, так и в зависимости от водности многих лет. Весенний подъём уровня воды приходится на начало апреля, в мае начинается падение и в июле-августе достигается годовой минимум. Летние дожди, как правило, вызывают лишь кратковременные подъёмы, не превышающие 8—10 см.